# Een Computer Voor Iedereen
Een Computer Voor Iedereen was een Nederlandse politieke partij. 
Een Computer Voor Iedereen, of de Computerpartij, kondigde in 2003 aan mee te willen doen aan de Provinciale Statenverkiezingen in de provincie Utrecht. Er werden echter niet genoeg handtekeningen opgehaald om mee te mogen doen. De partij wilde een computer voor iedereen in Nederland. Sinds 2003 is niets meer vernomen van de Computerpartij.